# Napalm Death
Napalm Death (укр. Напалмова смерть) — британський ґрайндкор-гурт, заснований 1981 року. Гурт вважається одним із початківців жанру «ґрайндкор», що виник на межі трешкора та краст-панку, зі значним впливом тоді ще зародка жанру треш-металу. За ходом розвитку музичного стилю гурт Napalm Death усе більше експериментував з дез-металом (середній період творчості), далі гурт повернувся до своїх ґрайндкор-коренів, утім, зберігши дез-складову. Гурту належить світовий рекорд швидкості ударних: 20 ударів/сек. (1200 ударів/хв). Композицію «You Suffer» було занесено до «Книги рекордів Гіннесса» як найкоротшу у світі пісню — точна тривалість цього треку становить 1,316 секунди.
У широких масах музика гурту сприймалася не без насмішок та жартів, проте вона швидко набула статусу культової, а також відрізнялася на свій час максимальною технікою та швидкістю виконання.
Гурт, за даними Nielsen SoundScan, є сьомим найбільш комерційно успішним дет-метал гуртом у США.
Учасники гурту сповідують вегетаріанство, виступають проти вівісекції й активно підтримують боротьбу за права тварин.

## Історія

### Початок

#### Перші кроки й анархо-панк (1981—1984)
Музичний колектив Napalm Death був заснований у травні 1981 року в англійському селищі Меріда (недалеко від Бірмінгема) 13-річним Ніколасом Булленом та 14-річним Майлзом Ретледжем. Перебравши ряд можливих назв для групи (включаючи Civil Defence, The Mess, Evasion, Undead Hatred), хлопці зупинилися на Napalm Death («Смерть від напалму»). Зараз назва служить для групи антивоєнним гаслом, що засуджує застосування у військових діях напалмових бомб, які широко використовувалися зокрема під час в'єтнамської війни. За часів юнацтва Буллена і Ретледжа це було просто рефлексією на відповідні сцени з їх улюбленого фільму «Апокаліпсис сьогодні». Перший більш-менш стабільний склад групи сформувався в грудні (Буллен — вокал/бас, Ретледж — барабани та Саймон Оппенгаймер — гітара) та протримався до січня 1982 року, коли Буллен повністю переключився на вокал, а басистом став Ґрем Робертсон.
Музичний вплив на щойно створений колектив головним чином справив ранній анархо-панк та відповідні групи — Crass, The Ex, The Apostles та інші. Перший концерт Napalm Death пройшов 25 липня 1982 року в «Miners Club» міста Атертон, що в Ворікширі, де група виступала з іншими молодіжними гуртами. У серпні з групи йде гітарист Оппенгаймер, його на недовгий час (до жовтня) замінює Дерріл Федескі, але зрештою гітаристом стає колишній басист Робертсон, а басистом та бек-вокалістом — Фінбарра Квінн. У 1982—1983 роках група продовжує виступати, а також записує 4 демо-касети, і один з їх треків (The Crucifixion of Possessions) в скороченій версії потрапляє на збірник Bullshit Detector Vol 3 (1984), який видавався групою Crass, ставши таким чином першим «офіційним» записом групи.
Тим не менш, починаючи з кінця 1983 року, діяльність групи практично повністю припиняється, а в 1984 у Napalm Death відбувся лише один виступ (за участю додаткової вокалістки Меріен Вільямс). У цей період Буллен зустрічає в музичному магазині Бірмінгема гітариста Джастіна Бродріка (майбутнього засновника Godflesh) і бере участь в його електронному проекті Final.

#### Новий склад і новий стиль (1985—1986)
У липні 1985 року Буллен, Ретледж, Робертс і гітарист Деміен Еррінгтон,  який приєднався до них, возз'єднуються, аби взяти участь у концерті в Бірмінгемі, в якому також брав участь і Final Бродріка. Після виступу Буллен і Ретледж пропонують Бродріку приєднатися до Napalm Death, і той погоджується. З цього моменту гурт, який перетворився на тріо (Буллен знову став співаючим басистом), починає пошуки власного стилю, мікшуючи елементи пост-панку в дусі Killing Joke, гардкор-панку в дусі Discharge і треш-металу, орієнтованого на Possessed і Celtic Frost.
Перші концерти Napalm Death в новому складі пройшли 31 серпня 1985 року в Телфорді і Бірмінгемі, який стає для гурту основним «вікном у світ». У вересні басистом стає Пітер Шоу, а 23 жовтня гурт записує п'яте 8-трекове демо під назвою Hatred Surge, яке можна було придбати на концертах чи поштою. Тим часом взятий Булленом і Бродріком курс на виконання виключно жорсткої музики викликав розкол в гурті, в результаті чого Ретледж і Шоу опинилися поза його складом (Ретледж згодом заснував групи Aberration і Witch Hunt, причому в останній грав разом з іншими колишніми учасниками Napalm Death — Куїнном і Робертсоном). У грудні 1985 року за барабани в Napalm Death сідає місцевий фанат групи Мік Гарріс, якого зокрема вважають «хрещеним батьком» бласт-біта — одного з ключових елементів екстремального металу й ґрайндкору. Ба більше, Марк Ґрінвей (пізніше став вокалістом Napalm Death) в своїх інтерв'ю згадував, що саме Гарріс придумав сам термін «ґрайндкор». У новому складі й з новою музикою Napalm Death відіграли численні концерти у 1986 році, зокрема разом з такими панк-гардкор групами, як The Varukers, Amebix, Antisect та інші.
15 березня 1986 року робиться нове, вже шосте за рахунком, демо — From Enslavement To Obliteration (не плутати з однойменним альбомом), а в серпні Napalm Death записують на бірмінгемській Rich Bitch Studio 13 треків для прийдешнього спліт-альбому з лондонською кросовер-треш-командою Atavistic. Згодом ці 13-треків стануть першою половиною дебютного альбому групи.
Тим часом Napalm Death вступили в період чергових, тепер уже кардинальних, змін у складі. Басистом в цей час став Джим Вайтлі, а гітарист Бродрік покинув групу і став барабанщиком в Стоунер/індастріал команді Head of David (гітаристом на якийсь час стає Френк Гілі, який грав раніше в Annihilator). Нарешті, в грудні 1986 року, повністю розчарувавшись в музичному напрямі, в якому йшла група, Napalm Death залишив і її засновник Логін Буллен, який вирішив зосередитися на навчанні в університеті, де він вивчав англійську літературу й філософію. Згодом (1991 року) він з Міком Гаррісом і Бродріком сформує групу Scorn.

### Перший альбом і перші тури (1987—1989)
Після відходу Бродріка Булл Гарріс і Вайтлі почали терміновий пошук нових музикантів. У підсумку гітаристом погодився стати Білл Стир (учасник ліверпульської групи Carcass), а вокалістом — Лі Дорріан, який вокального досвіду не мав, але був давнім другом Napalm Death і колись навіть допомагав їм з організацією концертів. В цьому складі в травні 1987 року були записані 17 треків для другої сторони дебютного альбому Scum, що вийшов на лейблі Earache Records в липні, спочатку у форматі аудіокасети. Цей альбом з його короткими брутальними піснями-терактами справив на метал-рок-спільноту ефект вибуху бомби. У 2006 році Scum увійшов в американський список «1001 альбом, який варто прослухати, перш ніж ви помрете».
Вайтлі тим часом пішов з групи і в короткий тур на підтримку альбому поїхав новий басист Napalm Death — Шейн Ембер (колишній барабанщик Unseen Terror). Відзначившись на знаменитих сесіях у Джона Піла, записавши кілька речей для різних збірників та спліт-альбому з японськими виконавцями в стилі ґрайндкору S.O.B., група записує в Birdsong Studios другий альбом — From Enslavement To Obliteration (1988) і в Slaughterhouse Studios — EP Mentally Murdered (1989). На останньому група запропонувала злегка змінений звук, мікс ґрайндкору з дез-металом. Тоді ж Napalm Death вперше з'явилися на англійському телебаченні в програмі «Heavy Metal Special».
Далі пішов тур по Японії, після якого (в липні 1989 року), Стир і Дорріан залишають групу через те, що перший більше не міг розриватися між Napalm Death та Carcass, а другий заснував свою дум-метал групу Cathedral. Їх місця в групі одразу ж займають вокаліст Марк («Барні») Ґрінвей (екс-Benediction) і гітарист Джессі Пінтадо (екс-Terrorizer). У складі Ґрінвей/Пінтадо/Ембер/Гарріс Napalm Death бере участь в організованому Earache Records турі «Grindcrusher» разом з тими ж Carcass, Bolt Thrower і Morbid Angel. Після цього туру в групу приходить другий гітарист — Мітч Гарріс.

### Від ґрайндкору до дез-металу й назад (1990—1994)
1990 року учасники групи летять у Флориду, де в студії Morrisound Recording під керівництвом іменитого продюсера Скотта Бернса (Death (гурт), Cannibal Corpse, Sepultura та ін.) приступають до запису свого третього альбому Harmony Corruption (1990). Музичний стиль на цій платівці змінився, запропонувавши більш повільні й чіткі ритмічні структури, ознаменувавши практично повний перехід від ґрайндкору до дез-металу. Після виходу альбому група вирушила у світове турне, відвідавши зокрема Бразилію. На одному з цих виступів був записаний перший офіційний концертний альбом Napalm Death Live Corruption, а моменти самого туру були відображені на однойменному відео, режисером якого став відомий в «металевих» колах режисер Стів Пейн.
Альбом викликав неоднозначну реакцію серед британських фанатів групи, деякі з яких побачили в переході Napalm Death до дез-металу симптом продажности. У відповідь у березні 1991 року Napalm Death, відмовившись від подальшої співпраці з Бернсом, на радість шанувальникам записують у студії Violent Noise Experience Club EP Mass Appeal Madness, що став поверненням групи до свого ґрайндкорівського коріння. Цей запис разом з матеріалом EP Mentally Murdered, синґлом 1990 року Suffer The Children, сплітом з S.O.B. і живими треками з Live Corruption пізніше увійшов в перший офіційний збірник групи Death By Manipulation (1992). На початку грудня 1991 року, напередодні розпаду СРСР, Napalm Death дають два концерти в московському Льодовому палаці "Крилья Совєтов" (сукупна аудиторія — орієнтовно 14000 осіб) разом з групами Samael, Шах, Корозія Металу, Чорний обеліск.
Тим часом Мік Гарріс, який відпрацював з групою більше п'яти років, покидає Napalm Death внаслідок творчих розбіжностей, і барабанщиком стає Денні Геррера (старий друг Джессі Пінтадо). В принципі, з приходом Геррери склад Napalm Death нарешті усталився і подальші зміни в ньому були незначні. Новий ґрайндкоровий альбом Utopia Banished, спродюсований Коліном Річардсон (пізніше працював з Machine Head, Slipknot, Cradle of Filth та ін.), вийшов у червні 1992 року. У тому ж році група їде спочатку в європейський тур «Campaign for Musical Destruction» разом з Dismember і Obituary, а потім і в американський (разом з Sepultura, Sacred Reich і Sick of It All). У 1993 році група видає EP Nazi Punks Fuck Off (заголовна річ — кавер-версія пісні Dead Kennedys) в підтримку антифашистських організацій), який розійшовся в підсумку більш ніж 10 тисячами копій і призвів до того, що на деяких американських концертах групи починаються заворушення, що влаштовуються неонацистами.
Черговий альбом гурту — Fear, Emptiness, Despair — виходить 1994 року. Незважаючи на те, що він був настільки ж важким і агресивним, як і попередні релізи, в ньому відчувається легкий наліт індастріалу, що символізує початок експериментів зі звучанням, які тривалим у Napalm Death до кінця 1990-х. Цей альбом став для групи найбільш успішним у плані відгуків критиків (не в останню чергу завдяки треку "Twist The Knife (Slowly) ", що ввійшов в саундтрек до фільму «Смертельна битва»), який менш ніж за рік став платиновим. Матеріал нової платівки був обкатаний під час спільних концертів з Entombed, Obituary і Machine Head.

### Napalm Death в новому столітті (1995—2004)
У грудні 1995 року у Napalm Death виходить EP Greed Killing, що став своєрідною промо-платівкою до альбому Diatribes, який вийшов в січні 1996 року (мабуть, найнеоднозначнішого альбому колективу). У середині року Барні Ґрінвей через розбіжності всередині колективу на деякий час виходить зі складу групи і бере участь у записі альбому Damage 381 групи Extreme Noise Terror, з якої в Napalm Death приходить вокаліст Філ Вейн. У студії Вейн не записувався — відносини з членами групи у нього не склалися. До того ж незабаром у команду повернувся Ґрінвей.
Наступні диски Inside The Torn Apart (1997) і Words From The Exit Wound (1998) продовжили експериментальний шлях, яким пішли Napalm Death, але разом з тим вони були помітно швидші від двох попередніх релізів. Повернення ж групи в «лоно ґрайндкору» до певної міри відбулося в альбомі Enemy Of The Music Business (2000). Теми альбому відбили невдоволення групи станом музичної індустрії в цілому і політикою лейблу Earache зокрема (цей диск вийшов уже на американському лейблі Spitfire Records). Наступного 2002 року реліз Order Of The Leech став ще більш швидким і агресивним. У 2004 році група випускає Leaders Not Followers, Part 2 — альбом кавер-версій пісень гардкор-панк і метал-груп (Kreator, Sepultura, Discharge та ін.), перша частина якого була представлена у вигляді EP ще 1999 року, коли Napalm Death почали співпрацювати з легендарним британським продюсером і звукорежисером Рассом Расселом (Dimmu Borgir, The Exploited, The Berzerker та ін.). Цей альбом ознаменував перехід Napalm Death під крило лейблу Century Media Records.
На дисках 2002 і 2004 років вже не грав Джессі Пінтадо, який тимчасово вибув з групи через особисті проблеми й, за його власним визнанням, втому від Napalm Death і бажання зайнятися чимось новим. Пінтадо остаточно покинув колектив на початку 2004 року, після чого відродив свій старий колектив Terrorizer. Незважаючи на те, що в буклетах цих двох релізів Napalm Death Пінтадо був вказаний як гітарист, його партії були виконані Гаррісом. 27 серпня 2006 року Пінтадо помер у госпіталі в Нідерландах після загострення діабету.

### Нові часи (2005—...)
2005 року виходить альбом The Code Is Red... Long Live The Code. Серед запрошених вокалістів взяти участь в записі цього диска значилися Джелло Біафра (екс-Dead Kennedys, Lard), Джефф Вокер (Carcass) і Джемі Джаста (Hatebreed). Альбом продовжив роботу групи в напрямку брутального екстремального металу разом із патентованим ґрайндкорівским звучанням. У вересні 2006 року вийшов реліз Smear Campaign, що викликав сильний резонанс серед критиків і фанатів через засудження зайвої релігійності уряду США й інших країн. Для двох треків цього альбому як додаткова вокалістка була запрошена Аннеке Ван Гірсберґен з The Gathering (гурт).
Після виходу платівки на початку 2006 року Napalm Death очолюють тур за участю Kreator, A Perfect Murder і Undying. Потім був тур «World Domination» 2007. Басист Ембер паралельно бере участь в сайд-проекті з Міком Кенні з Anaal Nathrakh.
У листопаді 2008 року в інтернеті з'являється новий альбом Napalm Death Time Waits For No Slave (хоча офіційний реліз відбувся 23 січня 2009). Незважаючи на цей факт, за перший тиждень у США було продано близько 1800 копій альбому, що підняло його на 19 місце в чартах Top Heatseekers Billboard 200.
У травні 2011 року Napalm Death увійшли до студії Parlour в англійському місті Кеттерінг зі своїм продюсером Рассом Расселлом, щоб приступити до запису свого 15-го студійного альбому, який був випущений 27 лютого 2012 року на лейблі Century Media Records. Альбом ознаменував початок переважання ґрайндкорових елементів у музиці групи над дез-металовими.
10 квітня 2014 року гурт презентував публіці нову пісню "Dear Slum Landlord" під час свого виступу, яка ввійшла до трек-листу майбутнього альбому. Того ж місяця Napalm Death почали у студії Parlour запис ударних партій для альбому Apex Predator - Easy MeatApex Predator - Easy Meat, а вже в кінці липня приступили до запису гітар. Тоді ж був оголошений продюсер запису, яким виявився знову Расс Расселл. До кінця жовтня 2014 року альбом був записаний і мікшований. Вихід був намічений на початок 2015 року на Century Media Records. В кінці 2014 року стало відомо, що гітарист групи Мітч Гарріс бере тимчасову паузу від участі в житті групи (зокрема в концертній діяльності). З того часу Napalm Death змушені наймати сесійних турових гітаристів, зокрема гітариста Джона Кука (John Cooke, Corrupt Moral Altar).
27 січня 2015 року відбувся світовий реліз альбому Apex Predator - Easy Meat, на якому було відмічено ще більше повернення до своїх ґрайндкорних коренів. Альбом отримав високі оцінки серед фанатів і професійних критиків та протягом перших двох тижнів продажів посів 2 місце у чартах US Heatseekers Albums.
Влітку 2017 року стало відомо, що починаючи з середини року учасники групи працюють в студії Parlour над матеріалом для наступного альбому, а продюсером стане знову Расс Расселл. В той же період вокаліст Napalm Death Марк (Барні) Ґрінвей в інтерв'ю уточнив статус гітариста групи Мітча Гарріса (зазначалось, що пауза є вимушеною за сімейними обставинами і Мітч швидше за все братиме участь в записі наступного альбому). Пізніше було уточнено, що запис альбому знаходиться ще тільки на початковому етапі.
У червні 2018 року Марк Ґрінввей в інтерв'ю розповів нову інформацію про статус запису альбому - музика повністю записана, в записі якої брав участь гітарист групи Мітч Гарріс, а сам альбом планується випустити в наступному році. Сам Марк уже приступив до роботи над своїми вокальними партіями й текстами пісень. На запитання про майбутнє гітариста Мітча Гарріса в складі групи, Ґрінввей відповів, що поки не має уявлення, коли той повернеться до активної участі в житті гурту.
У лютому 2019 року зі слів Барні Ґрінввея стало відомо, що "запис вокалу для нового альбому вже готовий на 50%" і наразі ще залишається не вирішеним питання щодо обкладинки альбому. В березні 2019 року басист групи Шейн Ембер в інтерв'ю Extreme Metal Festival News повідомив, що гітарист Мітч Гарріс дійсно повернувся в групу й записав гітарні партії для нового альбому, а вокаліст Марк Ґрінввей "майже записав усі свої партії вокалу", та пропри це, новий альбом не вийде до початку 2020 року.

## Учасники

### Поточний склад
- Марк «Барні» Ґрінвей — вокал (1989—1996, 1997—дотепер)
- Шейн Ембер — бас-гітара (1987—дотепер)
- Мітч Гарріс — гітара (1990—дотепер; гастрольна перерва 2014—2018)
- Денні Геррера — ударні (1991—дотепер)

### Колишні учасники

#### Вокалісти
- Ніколас Буллен aka «Нік Напалм» (1982—1986)
- Меріен Вільямс (1984)
- Лі Дорріан (1987—1989)
- Філ Вейн (1996—1997)

#### Гітаристи
- Саймон Оппенгаймер aka «Сай О» (1981—1982)
- Дерріл Федескі aka «ДАЗ Еф», «Сід» (1982)
- Ґрем Робертсон aka «Ґрегард», «Роббі» (1983—1985)
- Деміен Еррінгтон (1985)
- Джастін Бродрік (1985—1986)
- Френк Гілі (1987)
- Білл Стір (1987—1989)
- Джессі Пінтадо (1989—2006) †

#### Басисти
- Ніколас Буллен aka «Нік Напалм» (1981, 1985—1986)
- Ґрем Робертсон aka «Ґрейгард», «Роббі» (1982)
- Фінбарра Квінн aka «Фін» (1983—1984)
- Пітер Шоу aka «Пі Нат» (1985)
- Джеймс Вайтлі aka «Джим» (1986—1987)

#### Барабанщики
- Майлз Ретледж aka «Рет» (1981—1985)
- Мік Гарріс (1985—1991)

## Дискографія

### Студійні альбоми
- Scum (1987)
- From Enslavement to Obliteration (1988)
- Harmony Corruption (1990)
- Utopia Banished (1992)
- Fear, Emptiness, Despair (1994)
- Diatribes (1996)
- Inside the Torn Apart (1997)
- Words from the Exit Wound (1998)
- Enemy of the Music Business (2000)
- Order of the Leech (2002)
- The Code Is Red...Long Live the Code (2005)
- Smear Campaign (2006)
- Time Waits for No Slave (2009)
- Utilitarian (2012)
- Apex Predator – Easy Meat (2015)
- Throes of Joy in the Jaws of Defeatism (2020)
- Resentment is Always Seismic (2022)